# Южно-Александровка
Ю́жно-Алекса́ндровка — село в Иланском районе Красноярского края. Административный центр Южно-Александровского сельсовета.

## География
Село расположено в 44 км южнее районного центра, основная часть села находится на западном берегу реки Пойма, русло реки в районе Южно-Александровки является естественной границей Рыбинской впадины и средне палеозойского складчатого комплекса Северного предгорья Восточного Саяна.
Ландшафт — бореальный южнотаежный-восточносибирский. Преобладают серые-лесные почвы. Подземные воды с высокой минерализацией свойственной всей Рыбинской впадине. Село входит в зону Канско-Ачинского угольного бассейна.
На одном из ручьёв, протекающих в селе, в районе ул. Озёрная создан искусственный пруд.
На правом берегу села бьёт родник с питьевой водой.
В границах села имеются залежи известняка и белых глин.

### Улицы села
1. Механизаторская (ранее — Старая улица) — именно на этой улице располагались первые дома жителей деревни. В работе Буйского П. А. есть упоминание о конкретном месте поселения первых жителей «меж двух ручейков на крутом берегу поставили избы»
2. Советская (ранее — Верхний край и Нижний край, разделение проходило по перекрёстку с улицей Механизаторской (Старой)) — название Верхний край связано с тем, что данная улица занимает главную высоту на карте села.
3. Колхозная (ранее — Бараба) — согласно толковому словарю Даля, «бараба» — редкая берёзовая роща на высоком берегу.
4. Озёрная
5. Олимпийская
6. Новая
7. Школьная (ранее — Подкорытова) — возможно название закрепилось из-за семьи переселенца 19 века Подкорытова, давшего название участку реки в конце реки Школьная.
8. Лесная (ранее — Запойман) — название происходит от старой версии имени реки Пойма — Пойман. Обозначает область деревни за рекой Пойман.
9. Набережная (ранее — Забегаловка) — самая маленькая улица села по которой жители ул Батаба, «забегом» попадали на улицу Старую.

## История

### Дороссийский период
Согласно историческим картам, окрестности села Южно-Александровка являлись частью ряда государственных образований в до российский период (Государство Динлинов (Империя Хунну) 209 г. д.н. э. — 93 г. н.э, Китай периода Троецарствия и Династии Восточная Цзынь II—V в н.э, Тюркский каганат 552—745 ггю, Восточно-тюркский каганат 682—744 гг, Уйгурский каганат 745—847 гг., Кыргызский каганат 820—920 гг., Монгольская империя, Улус Толуя, XIII—XVI века Исарский (Езерский) улус и позднее Тубинский улус: Киргызской землицы XVII—XVIII
Перед русской колонизации региона, междуречье Кана и Бирюсы населял кетоязычный народ — котты.

### В составе России
Закрепление территории нынешнего села за Россией произошло в период строительства Канского острога, в 1640 г. По сведениям Г. Миллера коттские улусы или «Кутанская землица князца Аракуши», обложенные русскими ясаком, располагались по рекам Кан, Усолка, Пойма, Бирюса. Таганаков и Именеков улусы находились на р. Пойма. Для определения расположения улусов и волостей коттов использовалась топонимика. Речки с названиями, оканчивающимися на «чет» или «шет», относятся к коттской территории. (Коттский язык относится к ассано-коттской группе енисейских языков). Канский острог был предназначен для держания в повиновении коттов и камасинцев и охраны левобережья Кана от набегов бурят.
К середине 19 века, в районе р. Поймы, на месте с. Южно-Александровка ещё жило небольшое количество коттов, являющиеся потомками жителей Багиновского улуса и Агульского улуса, кочевавших по всему течению реки Поймы ещё в 17 веке.
Окрестности села насыщены топонимами тюркского происхождения оставшимся с времён Кыргизского каганата, контролировавшего до прихода русских коттские земли (р. Акша (деньги), р. Караган (посмотреть) р. Тинка (тин — олово).
Село Южно-Александровка основано в 1847 г. изначальное название села — деревня Кочёргина, согласно летописи села, хранящейся в Южно-Александровском доме культуры — название происходит от охотника Кочёргина, основавшего на территории будущего села свою заимку. В ряде документов 19 века, село Южно-Александровка фигурирует как казацкая деревня Верхне-Пойминская при реке Пойма.

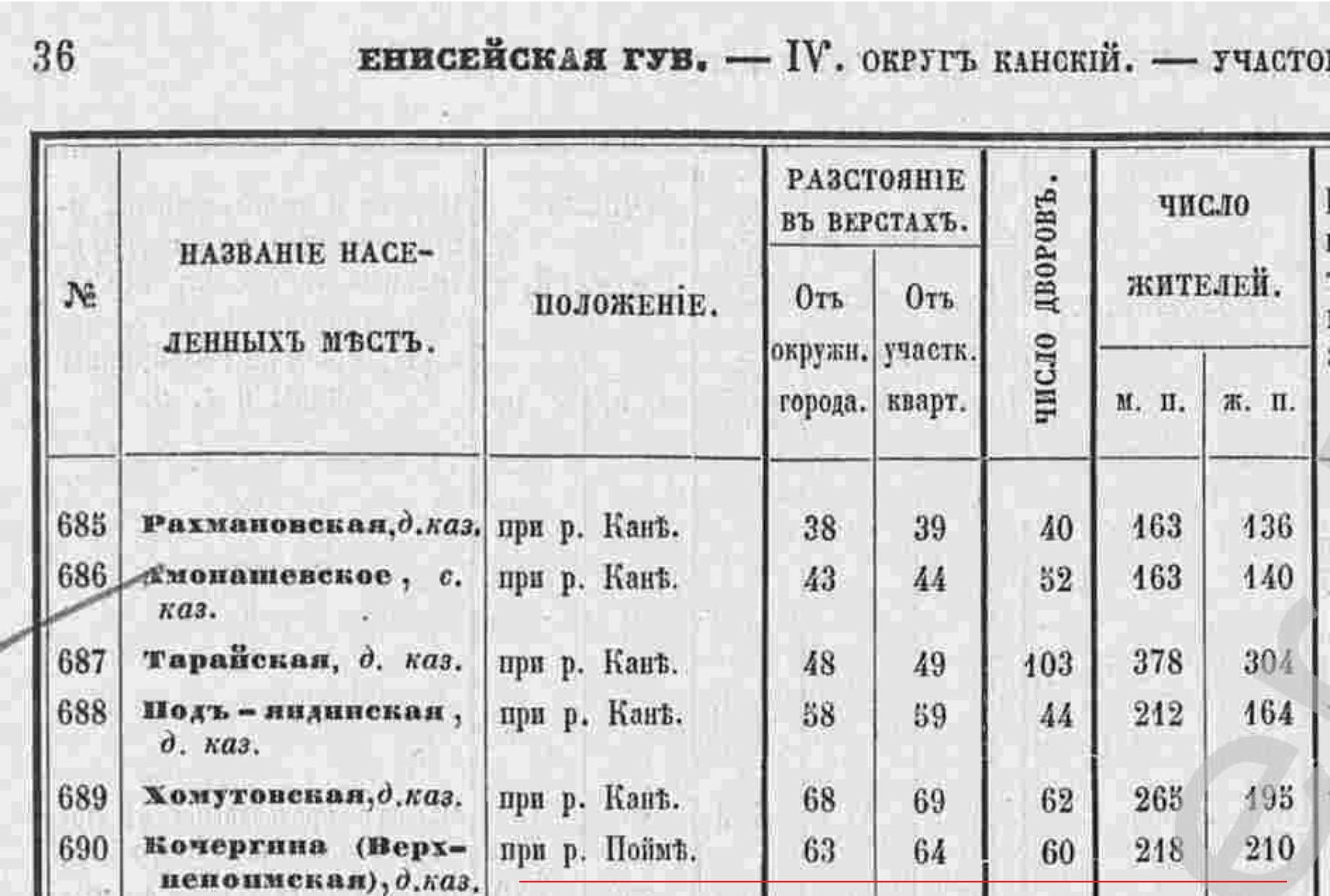
деревня Кочергина, перепись населения 1859 г.

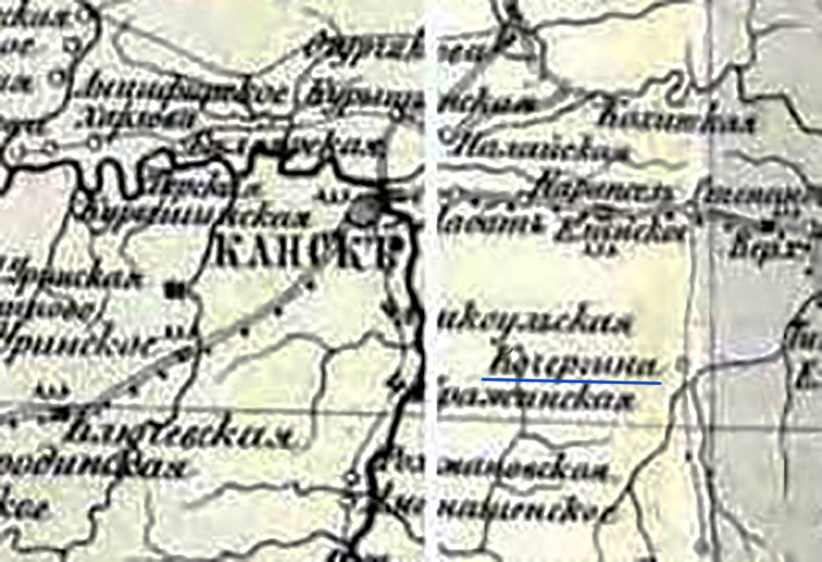
Карта Енисейской губернии. 1871. Фрагмент. Канский уезд. д. Кочергино

В 1859 г. деревня Кочёргино, (Верхне-Пойминская) состояла из 60 дворов с населением 428 человек (218 мужчин, 210 женщин). И входит в 2-й участок Канского округа Енисейской губернии (2-й участок откруга описывается как «На почтовом тракте от с. Рыбинского до границы Иркутской губернии»).

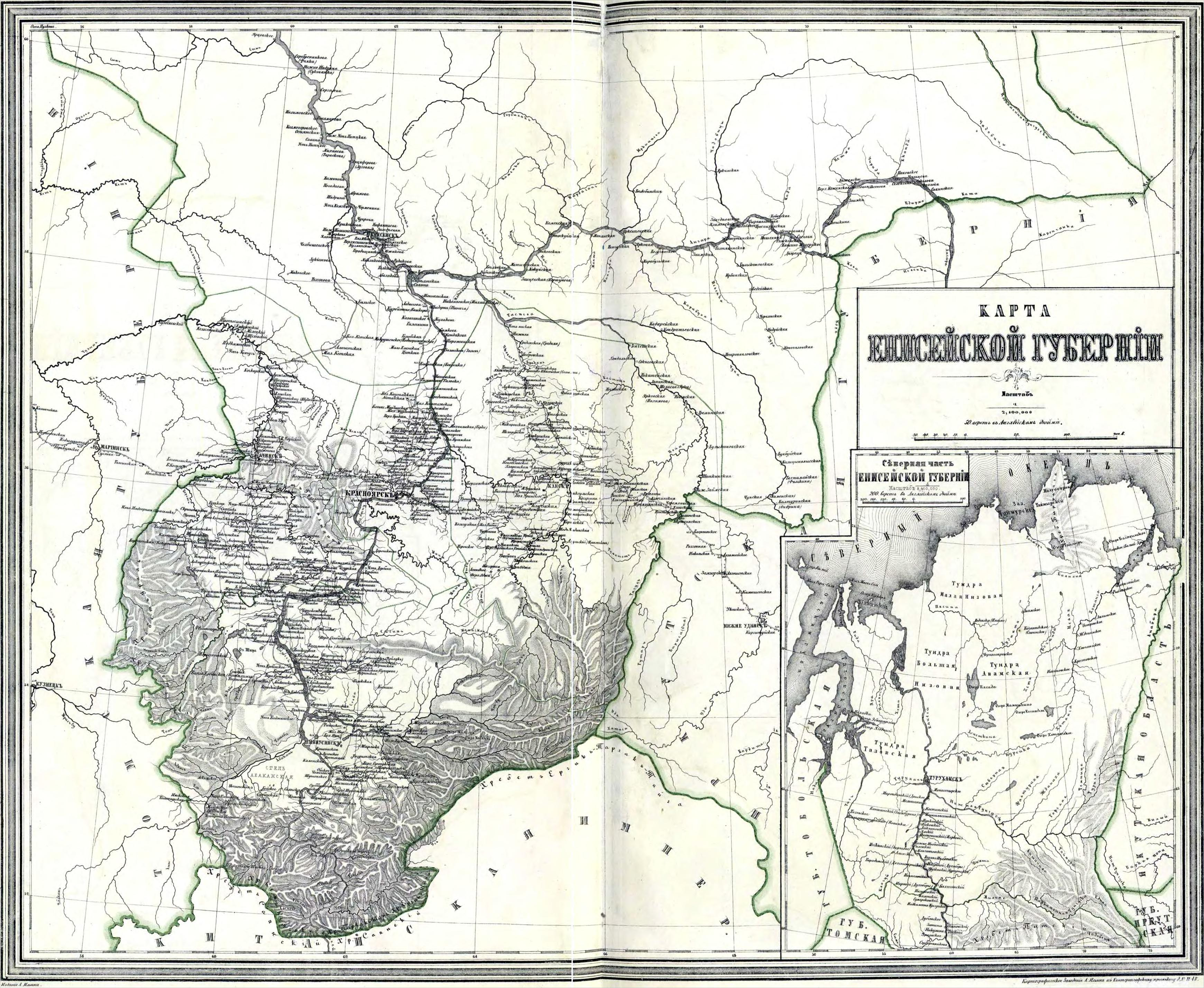
Карта Енисейской губернии. 1871 г. Публикация картографического учреждения А. Ильина. Цензура разрешена. Санкт-Петербург, 12 мая 1871 г.

В 1881 году село было переименовано в Александровское в честь убитого императора Александра II. Являлась волостным центром в Канском уезде Енисейской губернии. В селе была построена церковь — Александро-Невский Приход. 
«Александровский Александро-Невский приход открыт в 1882 г., будучи выделен из Амонашевского прихода. Село Александровское, переименованное в 1881 г., по случаю убиения Государя Императора Александра Николаевича II, из дер. Кочергиной, расположено в таёжной здоровой местности, на реке Пойме. Александровское находится в 150 вер. От Красноярска, в 60 в. от Канска, а также и от ж.-д. станции Канск; почтовое отделение, волостное правление и фельдшерский пункт имеются в самом селе. Деревни: Верхне-Атинская, Тугушинская, Ново-Покровская, Абакумовская, Ново-Николаевская, Кирилловская, Бережковская и Вырезновская. Деревни отстоят в 5-20 верстах от села; пути удобны. Церковь одна, деревянная, построена в 1882 году, с одним престолом во имя св. Благоверного Князя Александра Невского. Летопись церковная ведется. Библиотека есть, но недостаточная. В приходе бывает крестный ход в Ильин день. Церковная школа есть в селе, с двумя учащими и 96 учениками. Штатный причт состоит из священника и псаломщика, с жалованием: 450 руб. священнику и 50 руб. псаломщику. Доход за требоисправление получается на причт 824 руб. 55 коп. в год. Причтовые дома есть. Земли церковной 52 десятины. Капитала церковного 661 р. 88 к. Населения 2344 муж. п. и 2146 жен.(население указано с учетом всех деревень входяхих в приход), все православные и большей частью переселенцы из Минской, Могилевской, Вятской, Самарской, Киевской, Черниговской, Пензенской, Воронежской и др. Занимаются земледелием» — Из книги"Краткое описание приходов Енисейской епархии. Красноярск: Енисейское Церковно — историко-археологическое общество, 1916 г., стр. 44

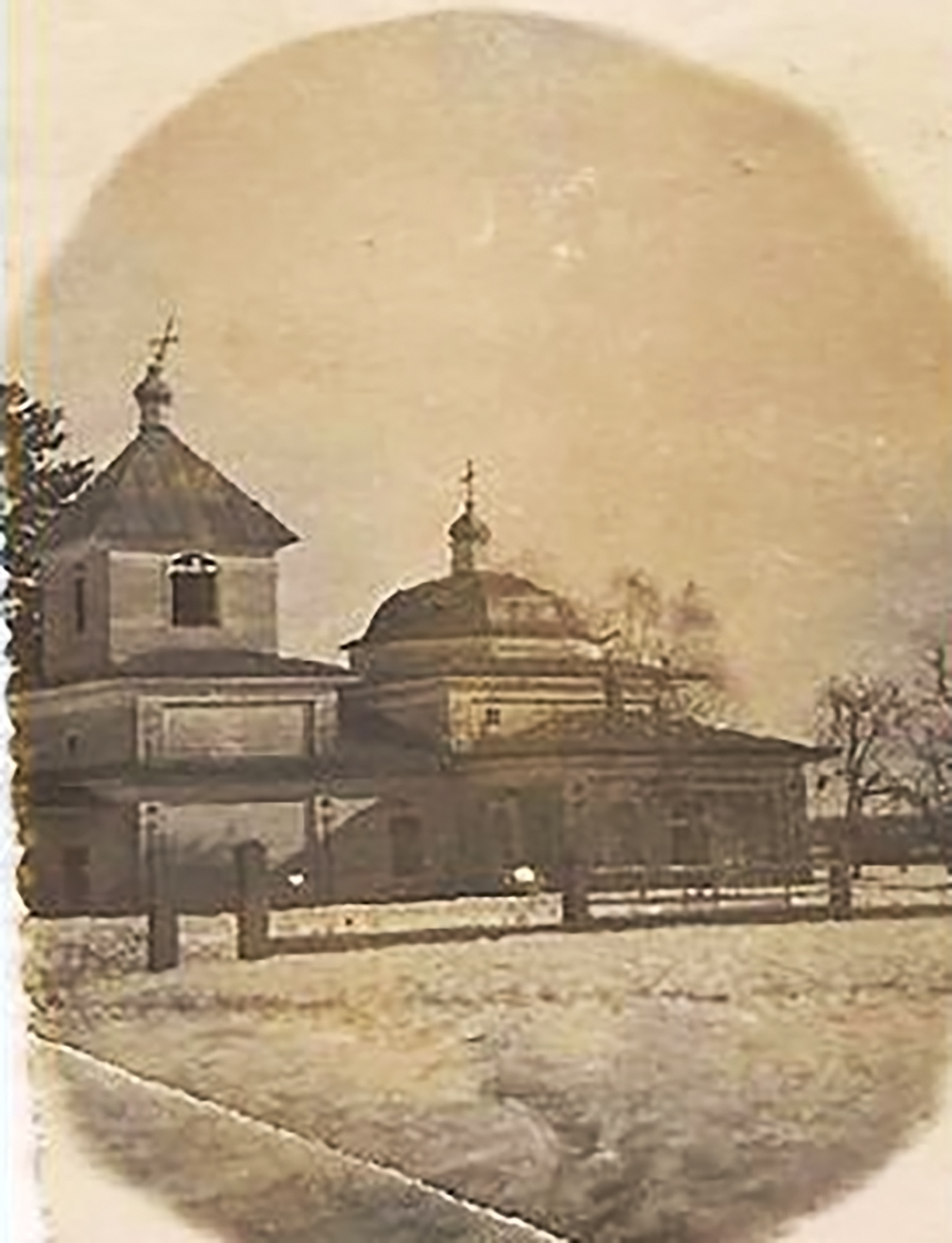
Александровский. Александро-невский приход

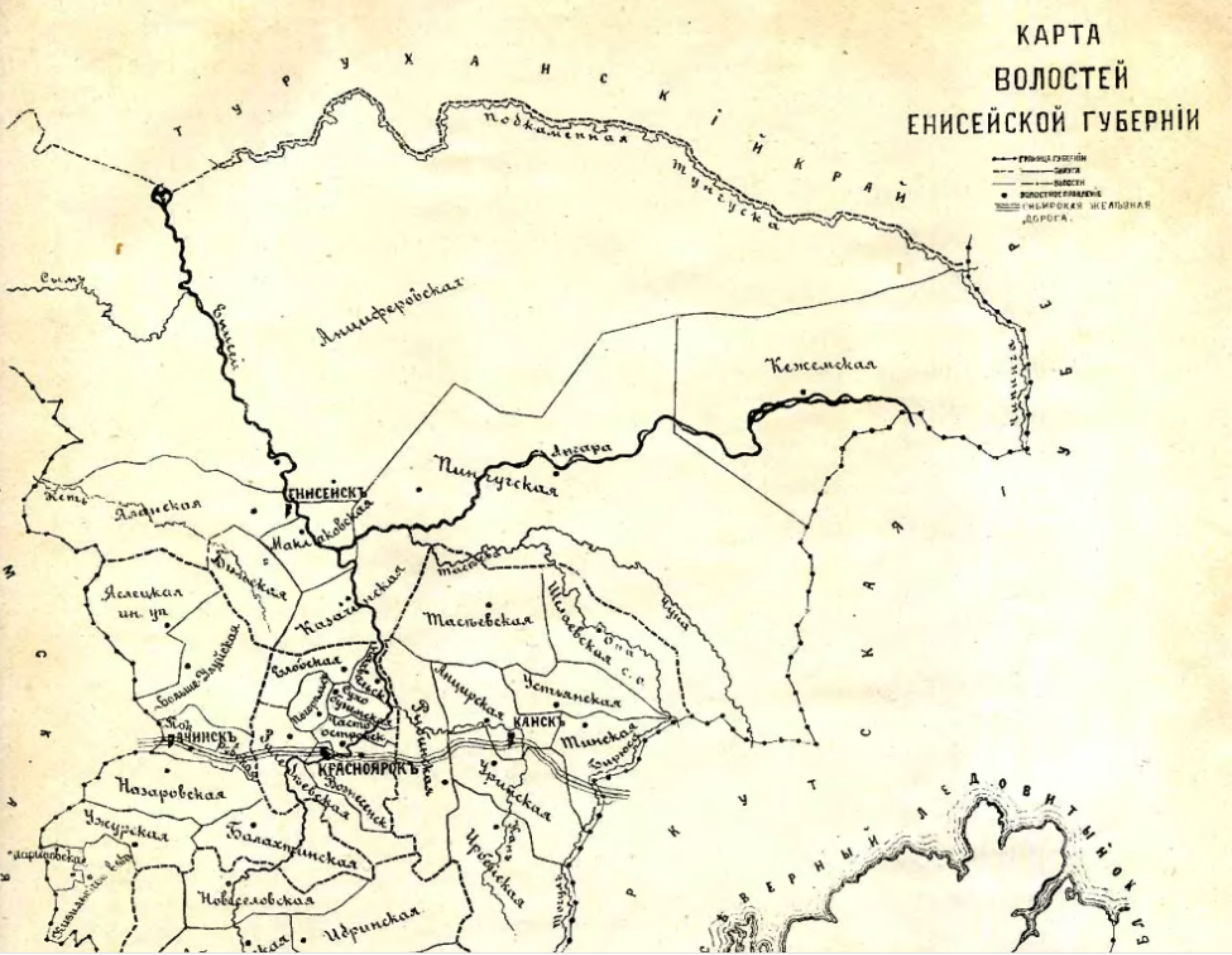
Уринская волость.

В 1893 году, село Александровка входило в состав Уринской волости Канского уезда, население села составляла 855 человек (мужчин 479, женщин 376), на одно хозяйство приходилось 17 десятин земли.

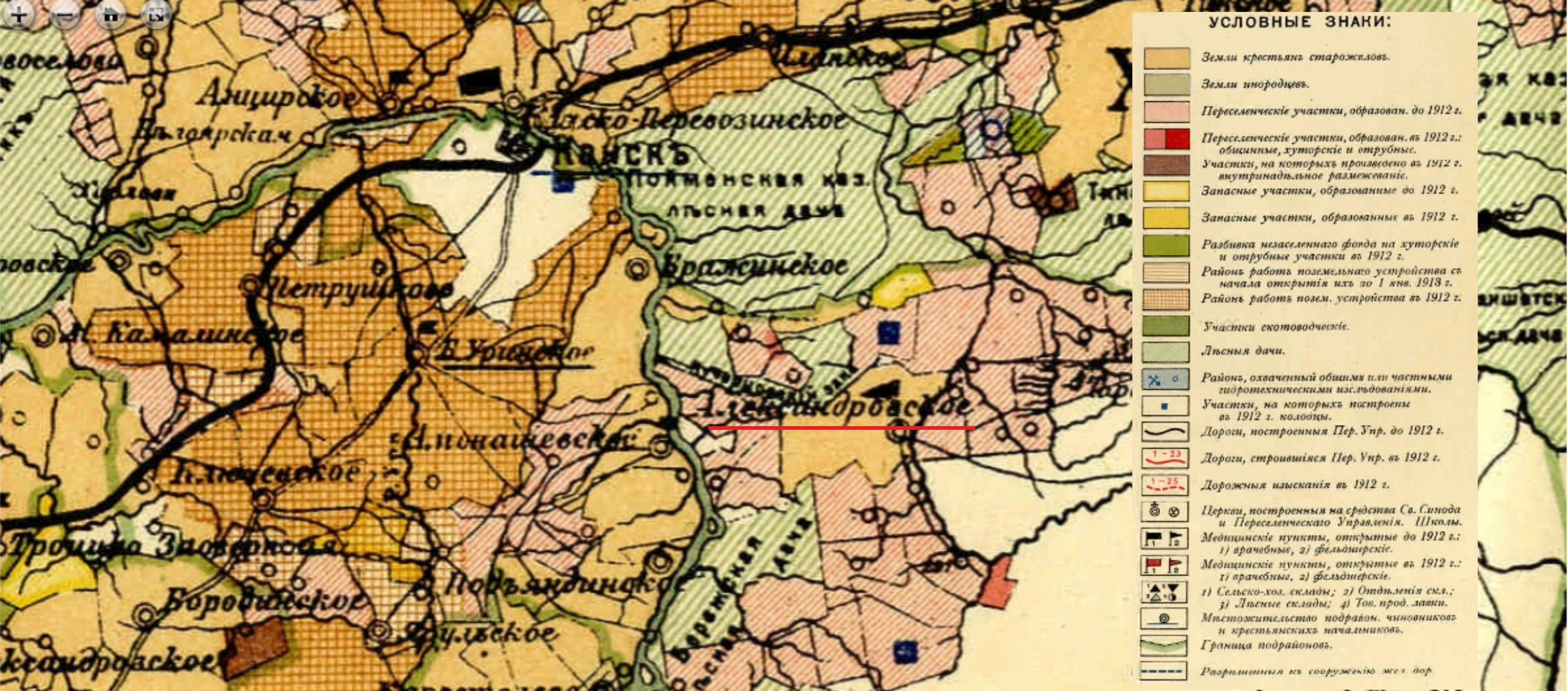
С. Александровское на карте 1911 г.

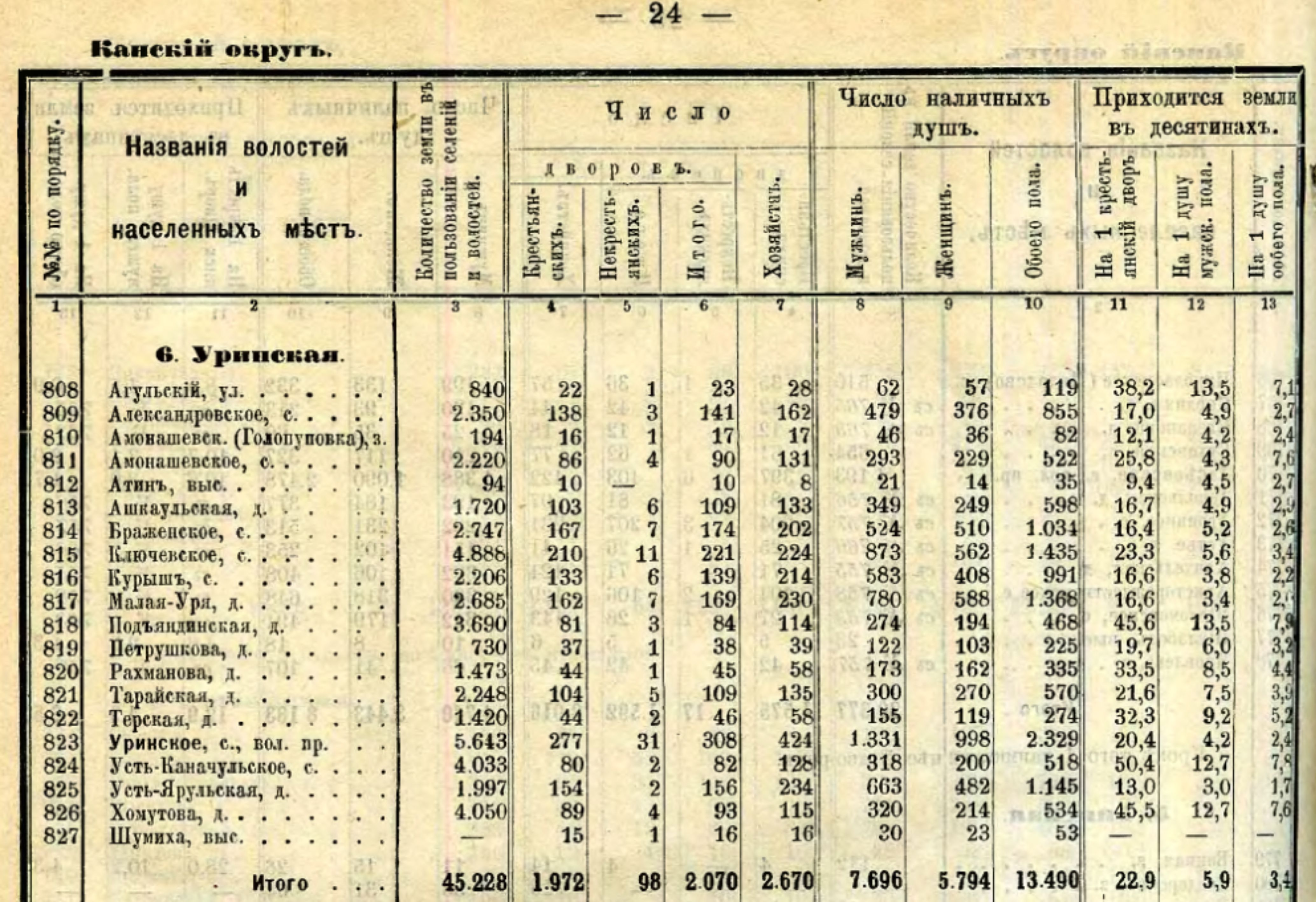
Население с. Александровка (Южно-Александровка) 1893 г по данным из сборника «Волости и населеные места 1893 года. выпуск 10 и 11. Тобольская и Енисейская губерния.»

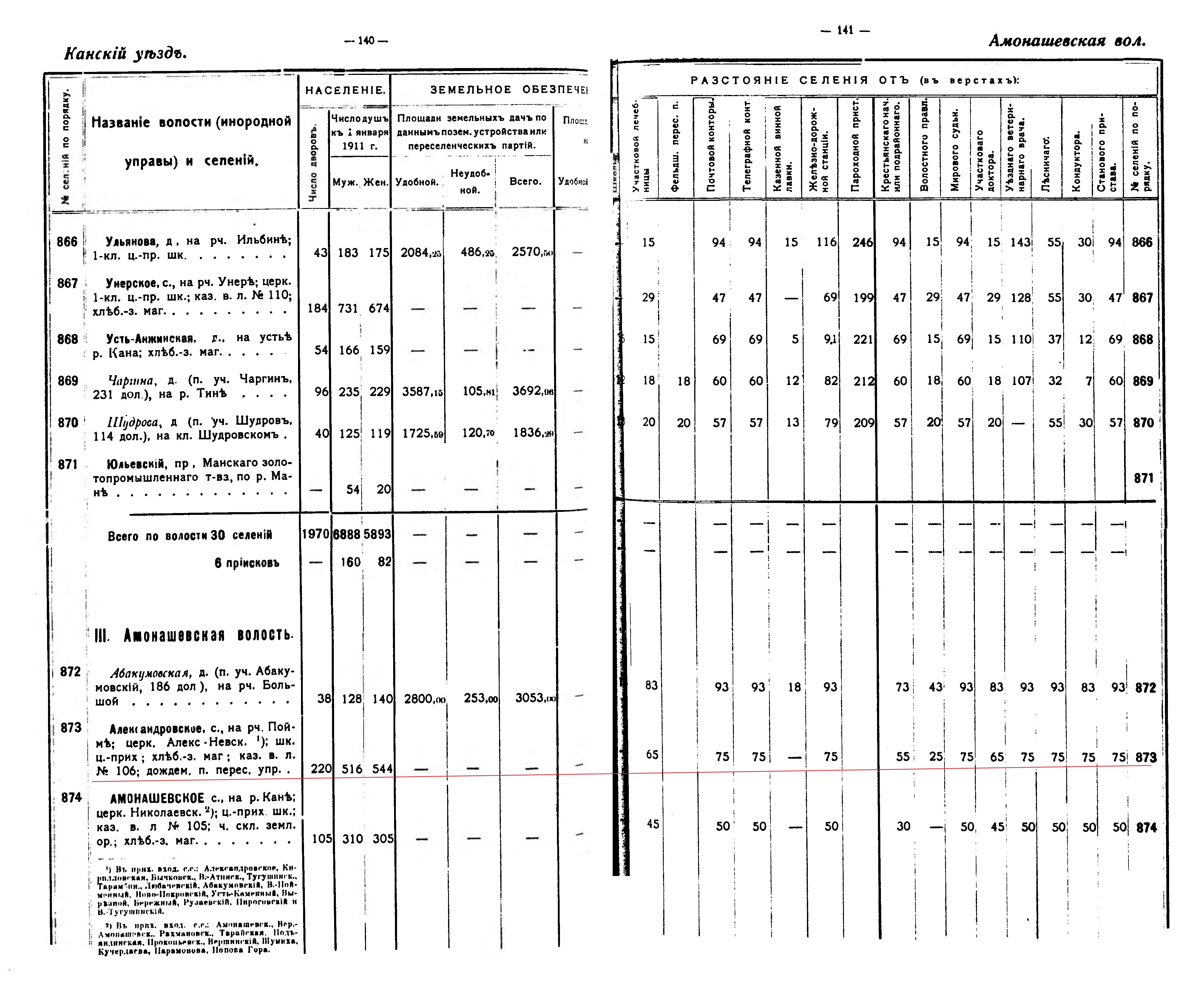
Ститистические данные по селу Александровскому за 1911 г.

В 1911 г. население с. Александровского составляло 1059 человек. (516 мужчин, 544 женщины), живущих на 220 дворах. Входило в Амонашевскую волость Канского уезда, в селе имелись церковь, церковно-приходская школа, хлебозаготовительный магазин, казённый винный ларёк за № 106, переселенческая управа. 

### Революция 1917 года и период Гражданской войны
К 1917 году население села составляло 1060 человек (552 мужчины, 508 женщин), состояло из 396 хозяйств, содержалось 695 голов лошадей, 556 голов крупно-рогатого скота. Село являлось центром Александровской волости Канского уезда, в состав волости входили: деревни Абакумовка, Архангельская, Бережская, Бычковка, Гавриловка, Донская, Дудник, Егорьевская, Кириловская, Лобачевка, Малиновка (Бакулев), Ново-Николаевская, Ново-Никольская, Ново-Покровская, Ново-Успенская, Ошариха (Корчиха), Пироговка, Росляки, Рузаевка, Тугушина, Сулемка (Верх-Атины), Тарамбанская, Трехречевская, Тройцкая, Тугушинская, Усть-Каменка.

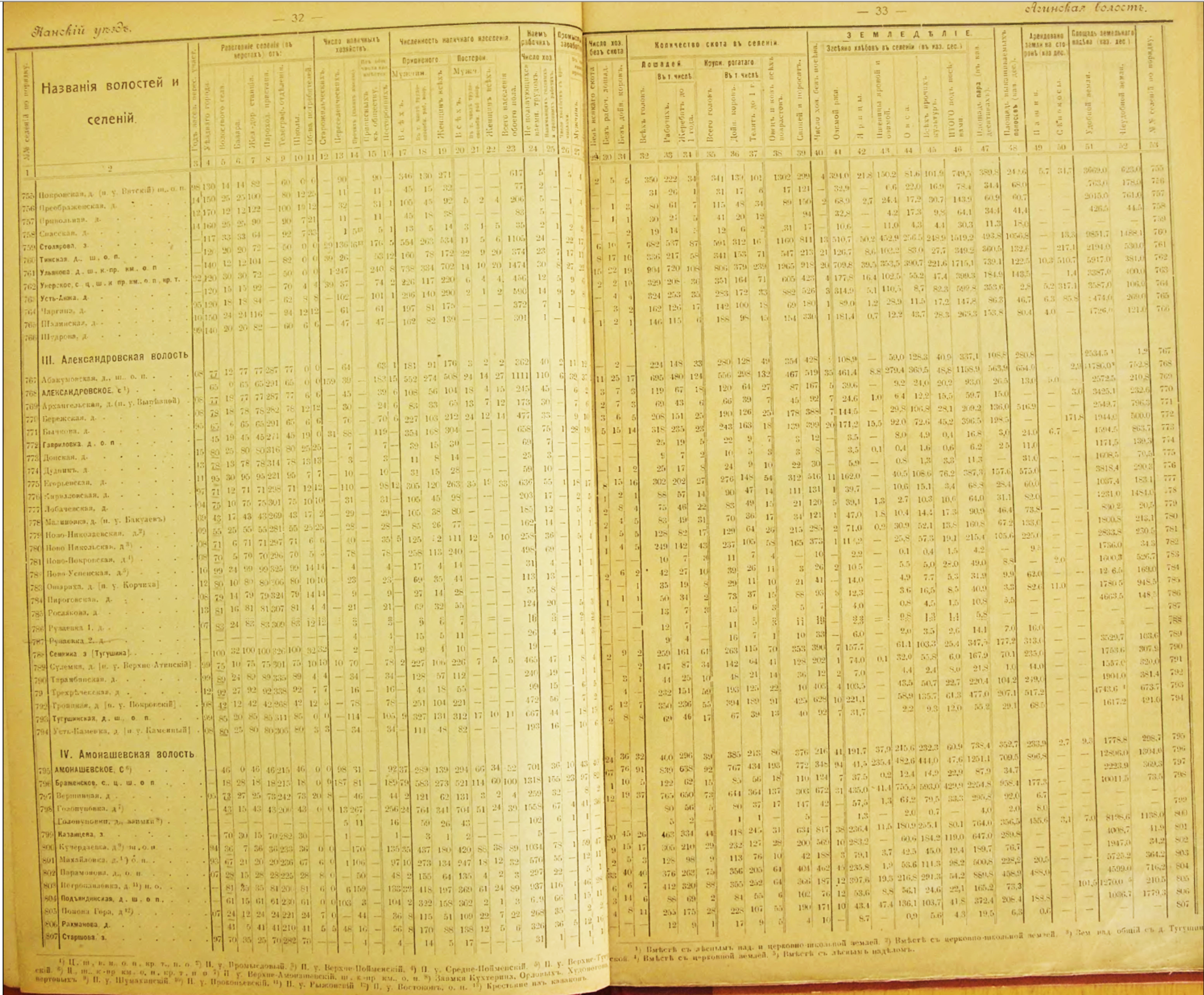
Список населённых пунктов Енисейской губернии. в 1917 г. Красноярск 1921

В период Гражданской войны через село проходил так называемый Великий Сибирский Ледяной поход генерала Владимира Оскоровича Каппеля.

#### «Канский прорыв» — СобытияВеликого Сибирского Ледового походав селе Александровском
13 января 1920 года
Отдохнув после тяжёлого перехода по Кану, войсковая группа 2-й Сибирской армии генерала Войцеховского в составе 4-й Уфимской и 8-й Камской стрелковой дивизий, 2-й Уфимской кавалерийской дивизии и нескольких мелких войсковых единиц выступила из д. Баргинской и окрестных деревень. Первоначально генерал Войцеховский намеревался выйти на Трассибирскую магистраль и, двигаясь вдоль железной дороги, выйти на Канск. Однако, связавшись по телеграфу на станции Заозёрная с группами Вержбицкого и Сахарова, Войцеховский узнал о том, что солдаты канского гарнизона перешли на сторону большевиков, а сам город занят тасеевскими партизанами, которые также заняли деревни южнее Канска и успели сильно укрепить позиции на подступах к городу.

Чтобы избежать столкновения с противником сильно поредевших частей, было принято решение выдвигаться к Транссибу и Московскому тракту, двигаться на юг в обход Канска на соединение с колоннами Вержбицкого и Сахарова.
Генерал-майор Пучков: «Не желая без крайней надобности подвергаться потерям, генерал Войцеховский приказал Уфимской группе обойти укреплённый партизанский район, двигаясь на деревни Бородина, Усть-Ярульская, Подъянда и далее на деревню Александровка. По-видимому, генерал Войцеховский считал возможным пойти на некоторую потерю времени, так как армия вышла уже в район, занятый чешскими эшелонами; шедшая в хвосте Польская дивизия к этому времени была сосредоточена главными силами у станции Клюквенная и должна была принять на себя первый удар красных при движении их от Красноярска на восток.
Двигаясь беспрепятственно, Уфимская группа к вечеру 13-го сосредоточилась в огромной деревне Александровка, в 20-25 верстах северо-восточнее деревни Подъянда, и здесь впервые за два последних месяца имела полную днёвку. Был дан больше, чем полный отдых: большинство людей получило баню, о которой начинали забывать и которая была так необходима ввиду свирепствовавших в рядах армии всех видов тифа».
16 января 1920 г. — Соединение войсковых колонн на юге Канского уезда
Каппелевские колонны Войцеховского и Молчанова, обошедшие Красноярск и совершившие движение по таёжному Кану (р. Агул), соединились с колоннами Вержбицкого и Сахарова, прошедшими Красноярск и прорвавшимися через оборонительную линию степного Кана. Местом соединения стала южная часть Канского уезда. Окружение и уничтожение остатков Сибирских белых армий адмирала Колчака не состоялось. Теперь из разрозненных войсковых колонн предстояло создать новую «каппелевскую» армию.
Где именно произошло соединение колонн белых армий — вопрос до сих пор открытый. Никто из участников Сибирского Ледяного похода в своих воспоминаниях не указывает конкретное место соединения. Видимо, соединение четырёх войсковых колонн не было одномоментным. Бесспорно следующее: все колонны обошли Канск с юга; колонна Вержбицкого, а вслед за ней каппелевская колонна 3-й армии Молчанова прошли через Бражное. Не ясно, в каком именно месте переходила Кан группа Сахарова. Наиболее вероятно, что осуществив «канский прорыв», она двинулась на восток через д. Шумиху. От Шумихи дорога шла на Александровку, Новую Покровку, Тарамбу, Верхнюю Тугушу, а далее на волостное село Тинское и железнодорожную станцию Тины. Но не исключено, что после прорыва группа Сахарова могла повернуть на север и пройти через Бражное или Кучердаевку. Каппелевская колонна 2-й армии Войцеховского, выйдя на Подъянду, могла двигаться только на д. Тарай и, перейдя Кан у д. Шумихи, дойти 13 января до д. Александровки на р. Пойме. Маршруты движения всех колонн могли пересекаться в районе железнодорожных станций Тины, Решоты или восточнее их на марше к Нижнеудинску.
В течение всего XX века в лесах окружающих село, местные жители находили штыки, сабли, оружие и личные вещи участников Сибирского Ледового похода.

### Советский период

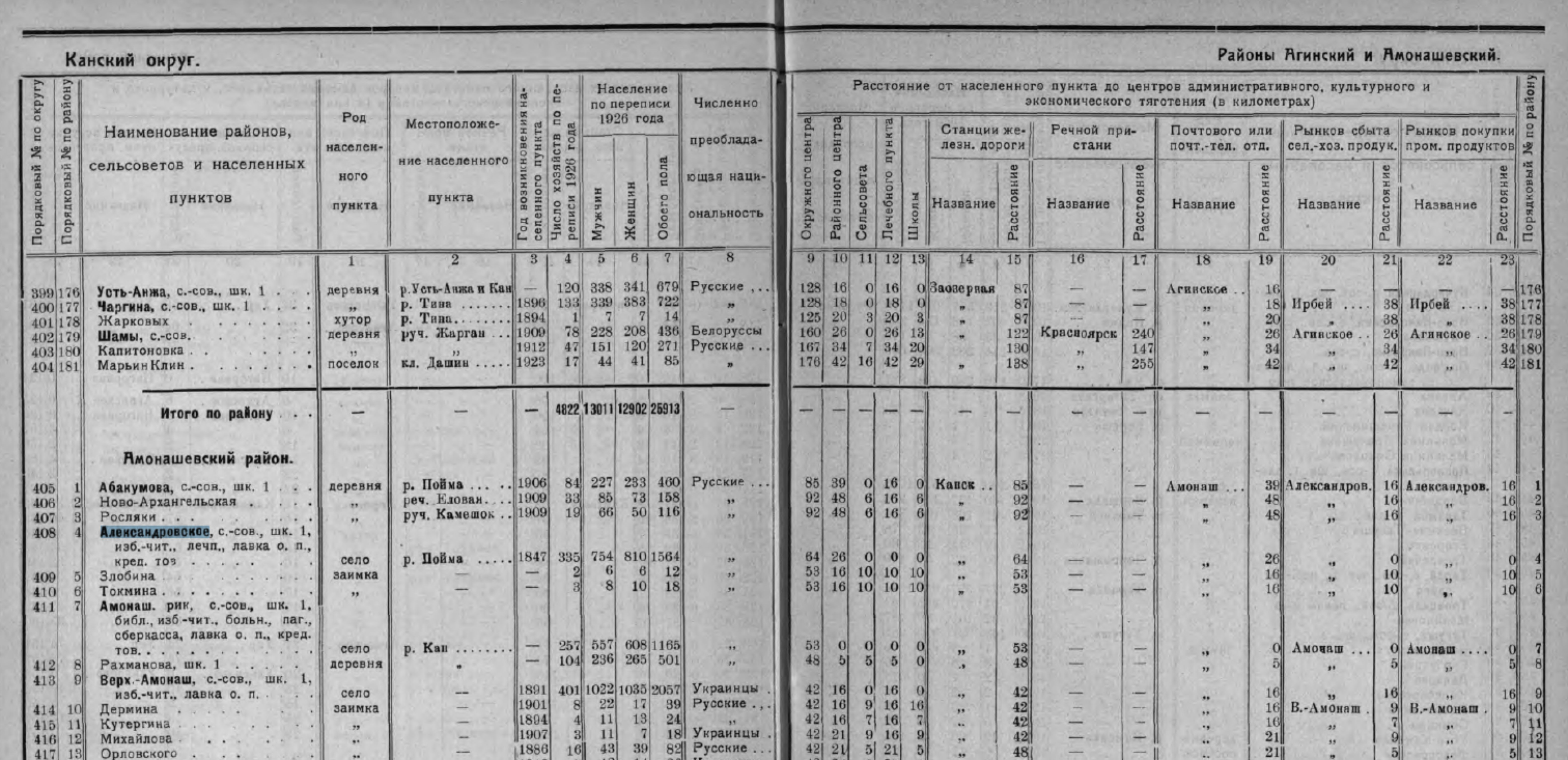
с. Александровское в переписи 1929 г.

В 1926 г. население села составляло 1564 человека (754 мужчины, 810 женщин) зарегистрировано 335 хозяйств. Имелась школа, изба-читальня (библиотека), фельдшерский пункт, продуктовая лавка, кредитное товарищество. Центр Александровского сельсовета Амонашевского района Канского округа Сибирского края.

#### Коллективизация
Коммуна «Искра» в с. Александровском была преобразована в колхоз «Пятилетка».
Позднее на территории Александровки образован колхоз «Южный», давшего селу двойное название Южно-Александровка, двойное название закрепилось за селом, для избежания путаницы, в районе бывшего Канского уезда существовало на тот момент множество сёл с похожим названием.
Южно-Александровский сельсовет был образован в 1930 году. В состав сельсовета включены село Южно-Александровка, деревни Верх-Атины, Гавриловка, Троицк, Лобачевка.

#### Репрессии 1930—1940-х гг. Система ГУЛАГа
Красноярский Исправительный трудовой лагерь образован в 1938 г., Управление Краслага находилось в Канске, а в 1948 г. было перенесено на ст. Решоты (пос. Нижняя Пойма), (ныне Управление п/я У-23

##### Система ГУЛАГ в Иланском районе
Ещё до начала Великой Отечественной войны на территории Иланского района были расположены четыре — исправительных лагеря:
1-й находился в посёлке Хромово в 20 км от Иланска.
2-й на 17 километре по Алгасинскому тракту, на берегу речки Караган.
3-й на берегу таёжной речки Акша, между селом Южно-Александровка и деревня Троицк. Эти три исправительных лагеря были заняты заготовкой леса.
4-й находился за посёлком Октябрьский (бывший Спиртзавод). Основное занятие было добыча живицы.
В начале Великой Отечественной войны было организованное расположение ещё трёх исправительных лагерей.
5-й лагерь находился на Сельхоз-заимке, которая занимала земли бывшей промысловой артели «Путь к социализму» деревни Алгасы. Здесь находился женский лагерь по выращиванию овощей.
6-й исправительный лагерь находился на территории Абакумовского сельсовета. Он назывался Мамонтов лог. Находился на правой стороне Поймы в трёх километрах от бывшей деревни Глушковка (Ошариха).
7-й исправительный лагерь находился на территории Южно-Александровского сельсовета в Черемшановом логу в четырёх км от села.

###### Черемшаный лог
На территории Черемшаного лога при заготовке леса применялась следующая технология, после заготовки брёвен и с наступлением холодов пологий склон у реки Пойма заливался водой, после замерзания «катка» лес спускали с склонов гор к руслу Поймы, штабелевали брёвна на берегу и в таком виде они дожидались половодья, при котором лес спускался до станции Нижняя Пойма или Решоты. Ледовый каток для спуска брёвен дал этому месту у реки Черемшанка название «Ледянка» известное всем жителям села Южно-Александровка. на Пойме тоже была построена плотина и шлюз для пропуска леса, чтобы он не застревал на перекате. В 1940 году 700 заключённых «Черемшаного лога» было переведено в лагерь «Мамонтов лог» за деревней Южно-Александровка на р. Пойма, на юге Иланского района.

###### Мамонтов лог
Исправительный лагерь «Мамонтов лог» по документам начал формироваться с июля 1941 года. Комиссия Краслага с Иланским райисполкомом райсовета определила на голом месте оборудовать все необходимое для жилья заключённых и работы. Основанием было о выделении места — берег реки Поймы. Заготовленный лес нужно было справлять по реке. Участок лесгосфонда протяжённостью до Нижнеингашского района. Уже к сентябрю 1941 года были построены бараки, служебные помещения, установлена временная электростанция. В сентябре 1941 года было проведено заселение и осуждённые приступили к заготовке леса. В это время вся заготовка велась вручную, электропил не было. Сначала велась вырубка леса в государственном лесничестве, уходили все дальше и дальше. Была затем необходимость покупать лес у ближайших колхозов, в Глушковке, Лобачевке, Южно-Александровке, Новониколаевке, Абакумовке. Это послужило тому, что существовала вывозка баланов к реке Пойма. Вывозка в это время велась только на лошадях. В зимнее время строили дорогу, она называлась «ледянка» от складирования брёвен до реки, заливали водой. Такая дорога облегчала вывозку. К строительству такой ледяной дороги привлекались колхозники по распоряжению райвоенкомата. Мамонтов Лог считался самым жутким местом всего Иланского ОЛП. Там во время войны была и самая высокая смертность. Люди страдали от голода, вокруг лагеря не оставалось даже ростков травы «выходили на выпас»
Летом 1941 года в Краслаг пригнали многотысячный этап литовских граждан, в основном арестованных 13-19 июня 1941 года. Немалая их часть погибла в 1941—1942 годах. Только в конце 1942 г. и начале 1943 г. их «оформили» особым совещанием, поэтому многие из литовских граждан оказались осуждены посмертно. Большинство получило сроки от 5 до 10 лет, а часть была осуждена к «ВМН» (к высшей мере наказания) и расстреляна в Канской тюрьме.
Существовало 2 кладбища репрессированных литовцев в Черемшанке и в Южно-Александровке.

#### Село в годы Великой Отечественной войны
В 1940 году кроме колхоза на территории территории Южно-Александровского сельсовета действовал промколхоз «2-я пятилетка» Рабочие промколхоза собирали живицу, смолу, гнали дёготь, пихтовое масло, скипидар, изготовляли бондарную посуду: бочки, кошовки, сани, телеги, лопаты, грабли, дуги, колёса и многое другое.
5 марта 1942 года было принято решение райисполкома «О мерах по обеспечению хлебом в сельской местности», где была установлена норма выдачи хлеба в одни руки в день. Для рабочих МТС Иланской и Южно-Александровской, спиртзавода, райлесзага, лесзага, Казпотребсоюза — 600 гр. в день; рабочим и служащим без иждивенцев и эвакуированное население с иждивенцами — 400 гр. в день; всем иждивенцам рабочих и служащих — 250 гр. в день. В столовых: Иланской и Южно-Александровской МТС — 200 гр. в день на два раза, детский сад по 150 гр. Был установлен отпуск муки в сёлах, где нет выпечки хлеба, — 2-3 раза в месяц.

#### 1950—1991
Происходит переселение в село жителей ряда мелких посёлков во время политики укрупнения Хрущёва.
в 1975 года на месте Александро-невского прихода был сооружён Памятник воинам-землякам, погибшим в годы Великой Отечественной войны (1941—1945) с мемориальными плитами 66 имён погибших.
Эксгумация останков с погоста прихода не производилась. Недалеко от памятника погибшим по прежнему лежит закладнйо камень с датой основания прихода.
В селе были расширены улицы, построен больничный комплекс с отделениями хирургии и акушерства, школа, детский сад, новый клуб, библиотека, почтовое отделение.
До 1985 года на территории села также функционировала птицефабрика, мясо-молочная ферма, лесопилка, завод по производству кормов для крупного-рогатого скота, ремонтно-техническое предприятие. После начала перестройки в селе начался спад численности населения и ликвидация основных посёлкообразующих предприятий. В начале 1990 года после прекращения дотационных вливаний со стороны государства в сельское хозяйство приходит в упадок колхоз «Южный». До 1995 года были закрыты столовая, два магазина, ремонтно-техническое предприятие. До 2000 года работала станция по обслуживанию стратегических кабельных линий (кабельный участок был упразднён ввиду перехода России на спутниковые системы связи).

## Население
| 1926 | 2010 |
| ---- | ---- |
| 1564 | ↘970 |

## Современное положение
На данный[какой?] момент в селе 300—350 домов (традиционные избы, одноэтажные панельные дома, брусовые многоквартирные дома, трёхэтажный панельный двухподъездный дом).
В селе функционируют: колхоз «Южный», дом интернат для престарелых (был закрыт в 2009 г.), больница на 40 койко-мест, аптека, отделение Сбербанка, общеобразовательная школа на 300 учеников, электроподстанция, водонапорная станция, библиотека, сельский клуб (в котором имеется кинотеатр), почтовое отделение, три магазина, рынок. Упадок сельскохозяйственной отрасли дал толчок к восстановлению экологической ситуации — очистились воды Поймы, в леса и воды вернулись такие представители фауны, как щука, выдра, бобр (искусственно культивировался в 1950—1970 гг.), соболь.
Налажено прямое автобусное сообщение с райцентром.